# بريان باريت
بريان باريت (بالإنجليزية: Bryan Barrett)‏ هو لاعب اللاكروس أمريكي، ولد في 22 ديسمبر 1977.